# Хікяку

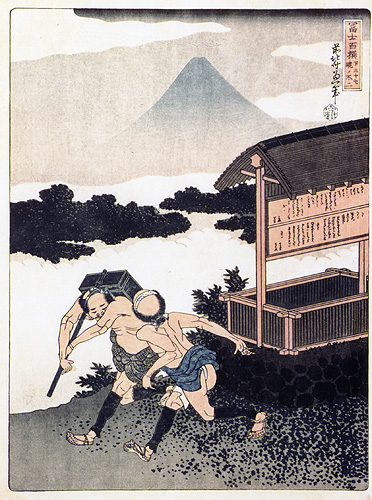
Фудзі на світанку (Кацусіка Хокусай, «100 видів Фудзі»)

Хікяку (яп. 飛脚, ひきゃく, «прудконогий») —  гінець або вістун, особа, яка займалася транспортацією листів, доручень, пакунків, у традиційній Японії 8 — 19 століття. 
У період Едо існували урядові (継飛脚), володарські (大名飛脚),  міські (町飛脚) і посильні хікяку (通飛脚). Вони виконували функції поштарів. Найбільше хікяку працювало на відстані між Едо і Кіото, яку вони долали за 6—30 днів, залежно від оплати послуг. В середньому японські вістуни пересувалися зі швидкістю 10 км на годину і долали відстань у 500 км за 2 дні.
У сучасній Японії образ хікяку використовується як логотип ряду поштових і транспортних служб.